# Бахрам-бек
Бахрам-бек (д/н–1501) — 37-й ширваншах в 1500—1501 роках.

## Життєпис
Походив з династії Дербенді. Другий син ширваншаха Фаррух Ясара. Посів трон 1500 року після загибелі батька. Отаборився у фортеці Баку. Водночас його брат Шейх-Ібрагім отаборився в фортеці Шахрін. Відомостей про панування Бахрам-бека обмаль. Вважається, що в цей час він та його брати діяли окремо проти перського шаха Ісмаїла I.
Помер 1501 року перед або на початку облоги Баку персами. Йому спадкував брат Газі-бек.